# Mallophaga
I Mallofagi (Mallophaga), noti come falsi pidocchi degli animali o anche pidocchi pollini, sono un ordine che comprende circa 2500 specie di parassiti epizoi di vertebrati omotermi (in gran parte uccelli, in piccola parte mammiferi) e di insetti spiccatamente stenotermi.
Le specie di Mallofagi sono in buona parte parassite degli uccelli con un adattamento tale che la loro tassonomia è di aiuto nello studio di quella dei volatili che li ospitano.
Sono divisi in 3 sottordini Ischnocera, Amblycera e Rhyncophthirina.

## Morfologia
Insetti piccoli, atteri secondari, con livree di colori in genere chiari ed uniformi, talora brunastri o anche neri (in rapporto alle condizioni di vita sull'ospite), dal corpo appiattito.
Il capo è grande, libero, abbastanza mobile, depresso, prognato, con la regione clipeale sporgente oltre e dorsalmente all'apparato boccale, atta a raspare, nonché a volte separata mediante un solco da quella retrostante. Nei Rincoftirini risulta prolungato in un rostro. Occhi composti atipici, poco sviluppati o atrofizzati. Ocelli assenti. Antenne libere, esertili, 3-5 articolate, talora modificate nei maschi per servire a tenere ferma la femmina durante la copula; oppure nascoste in due fossette laterali del cranio 4-articolate.
Apparato boccale masticatore un po' modificato, posto ventralmente al cranio e più o meno spostato all'indietro; nei Rincoftirini esso è apicale. Labrum infero e trasverso. Mandibole robuste, denticolate, orizzontali o verticali o anche con denticolazione rivolta verso l'esterno, cosicché esse producono il massimo sforzo in quella direzione. Mascelle accollate lateralmente al labium, non differenziate negli usuali scleriti, fornite di un solo lobo e, in alcuni Generi, di una formazione bacilliforme, spesso distalmente forcuta, omologa alla lacinia degli Psocotteri ma meno sviluppata, con palpo presente e 4-articolato o assente. Labium con palpi piccoli e lobiformi e con uno o due lobi mediali (il complesso maxillo labiale appare rudimentale negli Rincoftirini). Prefaringe simile a quella degli Psocotteri, con due scleriti linguali connessi mediante due filamenti sclerificati che si fondono insieme per un certo tratto con uno sclerite mediale adorale. In alcune specie la prefaringe si differenzia distalmente in strutture simili a stiletti adatte a pungere. L'apparato boccale talora è modificato in succhiatore ed allora è alquanto simile a quello degli Anopluri.
Torace notevolmente depresso, il protorace è quasi sempre libero. Nel pterotorace meso- e metasterno sono quasi sempre uniti; meso- e metanoto talora uniti, talora no. Nei Rincoftirini tutti e tre i segmenti toracici risultano fusi tra loro. Zampe brevi e robuste, lunghe e gracili nei Rincoftirini, le anteriori un po' più corte, con coxe separate; tarsi 1-2 articolati e pretarsi con 1-2 unghie, talora enormi, talora rudimentali, che possono piegarsi su una prominenza o una concavità della tibia a formare una pinza. Mancano i pulvilli e l'empodio.
Addome sessile, tipicamente di 10 segmenti; il primo urite a volte si fonde col secondo, il nono col decimo. Cerci assenti.

## Anatomia
Sistema nervoso: apparato centrale fortemente concentrato, con 3 gangli toracici privi di connettivi e senza gangli addominali distinti; apparato stomatogastrico con ganglio ipocerebrale assai ridotto.
Apparato digerente: canale alimentare breve, dritto o leggermente convoluto, fornito di ingluvie (che manca nei Rincoftirini); questa è rappresentata da una dilatazione dello stomodeo, oppure è più sviluppata a formare una sorta di sacco peduncolato, o anche può essere proiettata indietro da un lato del canale, e di un paio di ciechi gastrici anteriori voluminosi. Proctodeo semplice, breve, con 6 papille rettali.
Apparato respiratorio: peripneustico, con 6-7 paia di stigmi (1 paio toracico e 6-7 addominali).
Apparato circolatorio: con vaso dorsale sviluppato, cuore breve e provvisto di 2-3 paia di ostioli.
Sistema escretore con 4 tubi malpighiani.
Sistema secretore con due ghiandole salivari sboccanti, mediante un dotto unico, alla base del labium; due altre ghiandole salivari, fornite di serbatoio, sboccano nell'esofago anch'esse mediante un dotto unico; due ghiandole supplementari sboccano indipendentemente dell'esofago. Apparato endocrino retrocerebrale, con corpi cardiaci e corpi allati pari e ridotti.
Apparato riproduttore: ovari ciascuno con 3-5 ovarioli meroistici politrofici; la spermateca è variamente conformata e talvolta bipartita, spesso fornita di una ghiandola accessoria. La vagina sbocca dopo l'ottavo urosterno; in alcune specie essa è differenziata, alla base degli ovarioli, in un'ampolla che ospita micetociti. Ovopositore assente oppure rappresentato da due piccole valve dell'ottavo urite. Testicoli pari con 2-3 follicoli ciascuno, accollati oppure molto separati tra loro; in questo caso quelli laterali sfociano lungo il decorso dei deferenti. Questi ultimi sono lunghi e sinuosi. Vescicola seminale spesso grande e bilobata simmetricamente. Eiaculatore di varia lunghezza e grossezza, con o senza ampolla eiaculatrice.

## Biologia
I Mallofagi sono insetti pseudoametabolici ed ovipari. La loro riproduzione è tipicamente anfigonica ma in alcune specie si sono accertati fenomeni di spanandrìa e di anandrìa e, pertanto, partenogenesi telitoca. Nell'accoppiamento la femmina si posiziona generalmente sopra il maschio (ventre contro dorso), ma può sistemarsi anche sotto di esso (dorso contro ventre). Nell'Amblicero Giropoideo Trimenopon hispidum BURM. (SCHMUTZ, 1955) i due sessi si dispongono ventre contro ventre.
Le uova sono di forma varia e sono fornite cefalicamente di un opercolo che si stacca all'atto della schiusa; possono portare anteriormente vistose ornamentazioni e sono saldamente incollate dalla femmina ai peli o alle penne dell'ospite mediante il secreto della ghiandola accessoria. Si trovano isolate o anche riunite in gruppi, magari formati da elementi provenienti da femmine diverse. Le neanidi fuoriescono grazie ad un rompiguscio della cuticola embrionale costituito da un gruppo cefalico di processi spiniformi. Durante lo sviluppo postembrionale subiscono 3 mute prima di raggiungere lo stadio di adulto.

## Ecologia
I mallofagi si nutrono in genere di frammenti necrotizzati e di desquamazioni epidermiche, di peli, penne, forfora, corion delle loro uova, loro esuvie, secreti sebacei; spesso, soprattutto fra gli Ambliceri, assorbono sangue che fuoriesce dalle ferite dei loro ospiti, ma anche intaccano la pelle o i cannuoli delle giovani penne, che hanno la papilla dermale riccamente vascolarizzata, con il clipeo raspante o con l'apparato boccale. Un caso singolare è quello di una specie del Genere Hirundoecus Ewing, che infesta le rondini: da neanide si nutre dell'umore acqueo presente sull'orlo degli occhi dell'Uccello su cui vive, da adulta si nutre di sangue.
Nella digestione di queste sostanze, carenti di principi nutritivi, sono coadiuvati da microrganismi simbionti localizzati in cellule sparse, che penetrano intere nelle uova per la trasmissione alla discendenza.
Alcuni mallofagi si annidano addirittura nell'asse delle penne, sia se è vuoto, sia se è ancora vascolarizzato. Le uova sono incollate ai peli o alle penne dell'ospitatore, il quale abitualmente tollera la presenza del parassita senza grosse complicazioni. 
Queste complicazioni invece si presentano nel caso di grosse infestazioni che conducono a dimagrimenti, calo di produttività, ecc., per il diffondersi sulla pelle di una sorta di rogna (ftiriasi tricodectica). Gli Uccelli infestati in genere dimagriscono, cambiano le penne improvvisamente, depongono meno uova ed hanno vita più breve. Quelli ammalati sono più carichi di epizoi, perché non si curano di spidocchiarsi. Gli Uccelli domestici sono più attaccati che non le specie selvatiche. Gli Uccelli tentano di difendersi facendo bagni di polvere e strofinandosi a volte sui formicai. I Mallofagi non attaccano mai l'uomo ma, attraverso il contatto con animali infestati, possono trasmettergli cestodi o tenie.
Eleggono sovente a loro residenza determinati territori del corpo dell'ospite, ma si trattengono dove il becco degli uccelli o i denti dei mammiferi non possono raggiungerli. Singolare è il caso delle specie del Genere Tetrophtalmus Grosse, che vivono nel sacco membranoso del becco dei pellicani e nella cavità boccale dei cormorani, e presentano l'apparato respiratorio adattato alle lunghe immersioni. Ciascuna specie di Uccello ospita normalmente varie specie di Mallofagi, appartenenti a generi ed anche a famiglie diverse. I mammiferi normalmente ospitano una sola specie.
Accade anche che la medesima specie di Mallofago si trovi su ospiti diversi, che però sono sistematicamente affini, e che Mallofagi affini risultino infeudati ad ospiti anch'essi affini. Può anche accadere che la vicinanza, ad esempio, di nidificazione di ospiti diversi porti una specie di Mallofago ad insediarsi su animali sistematicamente assai lontani tra loro. Si è anche osservato che in individui appartenenti ad una data specie di uccelli si riscontrino ospiti sovraccarichi di epizoi ed altri quasi interamente immuni. Gli Uccelli piccoli risultano raramente infestati, i nidiacei meno degli adulti; quelli che hanno subito una muta o che si cibano abitualmente di formiche risultano poco infestati.
La diffusione dei Mallofagi avviene in occasione dell'accoppiamento dei loro ospiti, o nei nidi, oppure durante i rapporti intercorrenti fra ospiti di specie gregarie, oppure quando più individui dell'ospite si soffregano nello stesso luogo. Altre volte il veicolo è rappresentato da un altro insetto, soprattutto Ditteri. Quando l'ospite muore, muoiono anch'essi in breve tempo, dopo avere o no tentato di abbandonare la spoglia (di solito non resistono più di 3-6 giorni, raramente fino ad un paio di settimane.

## Caratteri dei sottordini

### Ischnocera
Capo non particolarmente modificato. Antenne filiformi e libere, 3-5 articolate. Apparato boccale posto ventralmente nel cranio. Mandibole verticali, mascelle senza palpi. Meso e metatorace comunemente fusi assieme. Zampe brevi e robuste. Gli Iscnoceri sono torpèidi e pigri, si muovono lentamente ed abbandonano con difficoltà l'ospite dopo la sua morte, perciò si ritrovano frequentemente rinsecchiti sugli animali conservati nelle collezioni.
Vi appartengono le specie di Trichodectes canis DeGeer, ospite intermedio della Tenia Dypilidium canicum, Felicola subrostrata Nitz., del gatto, Damalina bovis Linnaeus, D. ovis Linnaeus, D. capris Gur., D. equi (Linnaeus). Sui polli vivono diverse specie tra cui Gonoides dissimilis Den., Goniocotes hologaster Nitz., Stenocrotopus gigas Tasch., Lipeurus caponis Linnaeus, Cuclotogaster heterographus Nitz. (di colore brunastro, lungo fino a 5 mm, vive sul capo e sul collo. Sul colombo vive Columbicola columbae Linnaeus.

### Amblycera
Capo non particolarmente modificato. Antenne nascoste in due fossette laterali del cranio e 4-articolate. Apparato boccale posto ventralmente nel cranio. Mandibole orizzontali, mascelle con palpi 4-articolati. Meso- e metatorace comunemente non fusi assieme. Zampe brevi e robuste. Gli Ambliceri sono agili e svelti, lasciano rapidamente l'ospite morto, e perciò si trovano raramente su animali imbalsamati o pelle.
A questo sottordine appartengono il Menopon gallinae Linnaeus (mm 2), il comunissimo "pidocchio pollino" e l'Eomenacanthus stramineus Nitz. (mm 3-5, giallastro), che si nutre sui polli di sangue e preferisce perciò annidarsi nelle zone della pelle prive di penne. Altri generi sono infeudati a gruppi di uccelli, come il Genere Upupicola, Cuculicola, Picicola, Anaticola tutti descritti da Clay.
Sia gli Ambliceri sia gli Iscnoceri comprendono un certo numero di famiglie con parecchi generi.

### Rhyncophthirina
Capo prolungato anteriormente in un lungo rostro, all'apice del quale si trova l'apparato boccale masticatore-succhiatore. Mandibole con denticolazione rivolta esternamente. Complesso maxillo-labiale rudimentale. Pro- meso e metatorace fusi assieme. Zampe lunghe e grecili.
A questo sottordine appartiene un solo Genere, Haematomyzus Piaget con due specie conosciute: H. elephantis Piaget, epizoo di elefanti e rinoceronti, ed H. hopkinsi Clay, epizoo di facoceri.

## Trattamenti
In passato i "falsi pidocchi" venivano controllati immergendo gli uccelli in una soluzione di fluoruro di sodio allo 0,8%, ed i mammiferi venivano disinfestati con polveri a base di piretro e rotenone mescolate a zolfo oppure con saponi alla nicotina. Oggi questi mezzi sono stati sostituiti dall'impolveramento degli animali con polveri secche a base di malathion e carbaryl, disinfestazione dei locali con trattamenti liquidi a base degli stessi prodotti oppure a base di clororganici persistenti anche in polvere. In caso di infestazioni gravi, anche i mammiferi possono essere trattati con prodotti liquidi o immersi in essi.